# Kvarnsjön (Norra Ny socken, Värmland)
Kvarnsjön är en sjö i Torsby kommun i Värmland och ingår i Göta älvs huvudavrinningsområde. Sjön är 12 meter djup, har en yta på 0,383 kvadratkilometer och är belägen 311,5 meter över havet. Sjön avvattnas av vattendraget Grundan (Noran).

## Delavrinningsområde
Kvarnsjön ingår i det delavrinningsområde (668039-136589) som SMHI kallar för Ovan 667912-136735. Medelhöjden är 320 meter över havet och ytan är 32,88 kvadratkilometer. Det finns inga avrinningsområden uppströms utan avrinningsområdet är högsta punkten. Grundan (Noran) som avvattnar avrinningsområdet har biflödesordning 3, vilket innebär att vattnet flödar genom totalt 3 vattendrag innan det når havet efter 367 kilometer. Avrinningsområdet består mestadels av skog (75 procent) och sankmarker (17 procent). Avrinningsområdet har 1,02 kvadratkilometer vattenytor vilket ger det en sjöprocent på 3,1 procent.